# Șanțul colateral

Faţa medială a emisferei cerebrale.

Șanțul colateral (Sulcus collateralis), sau fisura colaterală (Fissura collateralis), șanțul occipitotemporal intern, șanțul temporooccipital intern, șanțul al doilea temporooccipital este o fisură sagitală (longitudinală) lungă, profundă pe fața inferioară a lobului temporal și occipital, marcând limita dintre girusul fusiform situat lateral și girusurile parahipocampal și lingual situați medial; în profunzimea maximă a șanțului colateral se produce o eminența pe planșeul cornului occipital și temporal al ventriculului lateral, numită eminența colaterală (Eminentia collateralis).
Șanțul colateral , în general, constant și profund, începe posterior la nivelul polului occipital, mai aproape de marginea sa externă decât de cea internă; el se îndreaptă anterior, descriind o linie curbă cu o concavitate externă, și se termină la nivelul extremității anterioare a lobului temporal, pe care,  de obicei, nu o atinge, și unde el, uneori, se anastomozează cu șanțul temporal inferior. La extremitatea sa anterioară șanțul colateral se poate continua cu șanțul rinal  spre polul lobului temporal, dar de obicei, cele două șanțuri sunt separate. Extremitatea anterioară a șanțului colateral și șanțul rinal delimitează antero-medial uncusul.
În jumătate sa posterioară, șanțul colateral aparține lobului occipital, este paralel cu șanțul calcarin și separă girusul lingual de girusul fusiform.
În jumătate sa anterioară sau temporală, șanțul colateral separă girusul fusiform de girusul parahipocampal, formând limita externă a ultimului. Acest șanț este aici uneori întrerupt de o plică de trecere - plica temporolimbică, care conectează girusul parahipocampal al lobului limbic cu girusul fusiform.
De obicei adânc, șanțul colateral, produce în planșeul prelungirilor occipitală și temporală a ventriculului lateral, o proeminență similară cu cea a calcar avis (formată de șanțul calcarin în cornul occipital al ventriculului lateral). Această proeminență, descrisă sub numele de eminența colaterală Meckel (Eminentia collateralis), este pe departe de a fi constantă; atunci când există, ea ocupă peretele extern și inferior a cornului occipital și temporal al ventriculului lateral.
Șanțul colateral este un șanț complet, deoarece el produce pe planșeul cornului occipital și temporal al ventriculului lateral, eminența colaterală.